# Lutz Felbick

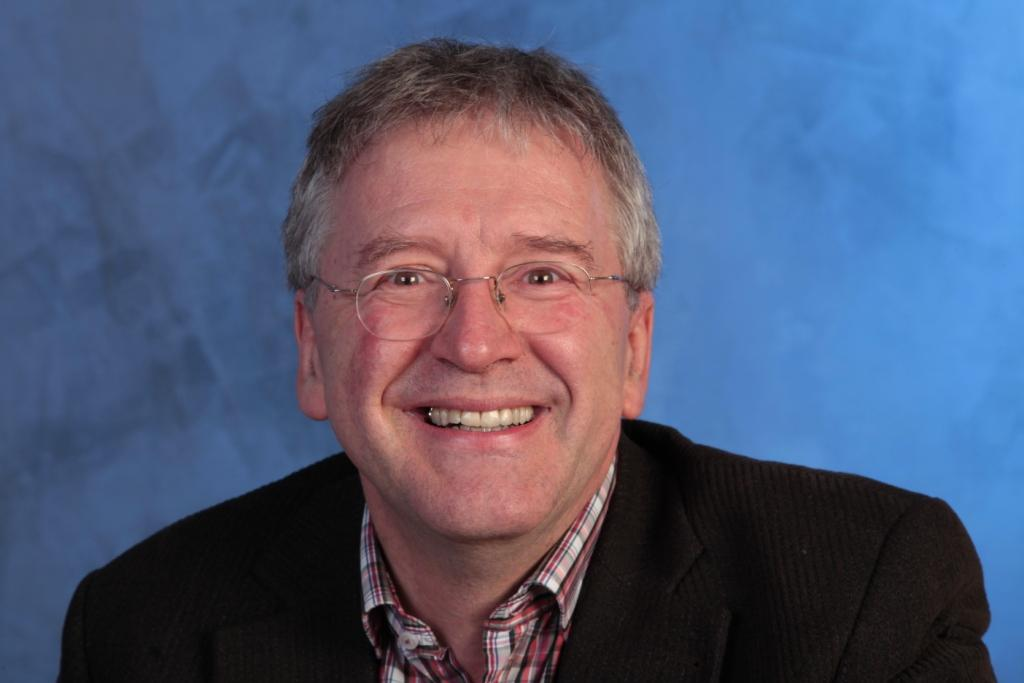
Lutz Felbick, 2014

Lutz Felbick (* 22. Oktober 1954 in Hückeswagen) ist ein deutscher Musiker und Musikwissenschaftler.

## Leben und Wirken

### Künstlerische Tätigkeiten
Lutz Felbick begann seine musikalische Laufbahn 1971 im Bergischen Land zunächst mit öffentlichen Auftritten als Jazzpianist, Chorleiter und Organist. Nach seinem A-Examen an der Robert Schumann Hochschule in Düsseldorf war er von 1982 bis 1992 Kantor der Dreifaltigkeitskirche in Aachen. Dort realisierte er das künstlerisch breit angelegte Veranstaltungskonzept Musik in II mit eigenen Chor-, Orchester- und Orgelkonzerten, „Geöffnete-Ohren-Konzerten“ und Gastkonzerten. Seine vielfältigen Aktivitäten fanden in der regionalen und überregionalen Presse große Beachtung.
Als Konzertorganist und Mitglied der Improvisationsensembles „Common Sense“ und JATO gab er zahlreiche Konzerte im In- und Ausland und führte unter anderem das gesamte Orgelwerk von Johann Sebastian Bach und Jehan Alain auf. Von einer bislang wenig bekannten Orgel-Symphonie von Germaine Labole realisierte er die Ersteinspielung. Zu Stationen seiner künstlerischen Laufbahn gehören seine Solokonzerte in der Kathedrale Notre-Dame de Paris, Westminster Abbey London, der Kaiser-Wilhelm-Gedächtniskirche und der St. Hedwigs-Kathedrale Berlin, in der National City Christ Church und Basilica of the National Shrine of the Immaculate Conception in Washington, an großen Orgeln in Kiew, Lund/Schweden, Jalta, Helsinki, an Orgeln in Italien, Spanien, den Niederlanden und in Belgien. JATO-Konzerte fanden unter anderem statt bei den Wiener Festwochen und den Leverkusener Jazztagen. Bei der Multimedia-Veranstaltung „Dom im Licht“ mit synchronisierten Live-Projektionen auf die Fassade des Aachener Doms am 3. November 2017 trat Lutz Felbick u. a. als Solist mit sinfonischen Orgelwerken vor mehr als 4000 Zuschauern auf.
Unter seinen zahlreichen Rundfunk-, Fernseh-, Schallplatten- und CD-Aufnahmen ist die Einspielung von Olivier Messiaens Messe de la Pentecôte (WDR, 1989), die 2007 bundesweit im ARD-Programm gesendet wurde. Besondere Beachtung fand die USA-Konzertreise von Felbick mit dem Saxophonisten Heribert Leuchter nach Washington und Tampa. Von Felbicks JATO-Projekt wurden mehrere CDs eingespielt, die die früheren Tonträgeraufnahmen Felbicks ergänzen. Zusammen mit seiner ehemaligen Lehrerin Almut Rößler war er 2001 Künstlerischer Leiter der Aachener Messiaen-Tage und Initiator und Koordinator der euregionalen Veranstaltergemeinschaft „In-Front“ (B, D, NL) mit den Schwerpunkten Improvisation, Jazz, Neue Musik. Im gleichen Jahre erlangte er in den USA das Zertifikat Advanced Deep Listening (Pauline Oliveros).

### Wissenschaftliche und pädagogische Tätigkeiten
Ab 1987 ergänzte Lutz Felbick seine künstlerische Tätigkeit durch musikwissenschaftliche Veröffentlichungen beim Bärenreiter-Verlag (MGG, Handbuch Orgelmusik u. a.). Seine 1991 erschienene Bibliographie von 178 russischen bzw. sowjetischen Orgelmusikkomponisten wurde von dem Musikwissenschaftler Hans Heinrich Eggebrecht herausgegeben und erschloss erstmals eine bislang unerforschte Musikliteratur. Ähnliches gilt für seine mehr als 3000 Titel umfassende Bibliographie Gehörbildung/Hörerziehung.
1994 bis 2021 war Felbick Lehrbeauftragter für Musiktheorie und Gehörbildung an der Robert-Schumann-Hochschule in Düsseldorf. Hier lag der Schwerpunkt seiner Arbeit auf der Weiterentwicklung von methodischen Konzepten im Fach Gehörbildung. Dies fand überregional Beachtung. Zusätzlich war er in der Gesellschaft für Zeitgenössische Musik Aachen (GZM) tätig und engagierte sich maßgeblich für den Aufbau der vereinseigenen Musikschule music loft und des städtischen Kulturhauses Klangbrücke mit einer Studiobühne für Neue Musik/Improvisation/Jazz, Probe- und Unterrichtsräumen für die Freie Musikschule music loft und einer entsprechenden Infrastruktur.
Sowohl in der „Klangbrücke“ als auch auf Fachkongressen hielt er Vorträge zu den Themen Neue Musik, Musiktheorie, Gehörbildung und Improvisation. Felbick war ab 2006 Gastdozent an zahlreichen Musikhochschulen im In- und Ausland, unter anderem an der Hochschule für Musik und Theater München und der Schola Cantorum Basiliensis. Ab 2003 entwickelte er in Aachen das Konzept der privaten Singschule Tonart. Hier ist er als Chorleiter und Lehrer für Gehör- und Stimmbildung tätig. Seine 2011 abgeschlossene musikwissenschaftliche Dissertation über Lorenz Christoph Mizler wurde als Veröffentlichung beim Georg Olms Verlag (2012) in zahlreichen Rezension im In- und Ausland positiv besprochen. Diese umfangreichste Schrift Felbicks wurde am 26. Juli 2011 in der Süddeutschen Zeitung und am 23. September 2013 in einer Sendung Tonart des WDR3 ausführlich vorgestellt. Dieser Rundfunksender stellte am 3. Dezember 2013 hier ebenfalls Felbicks Forschungen zu Begriffsgeschichte des „Kulturorchesters“ vor. Zu dem ab 2017 erscheinenden dreibändigen Lexikon Schriften über Musik lieferte Felbick drei Beiträge. 2018 war Felbick erstmals als Herausgeber tätig und legte zusammen mit anderen Autoren ein umfangreiches Buch zur Musikgeschichte Aachens vor, in welchem seit der Karolingerzeit nicht nur die wichtigsten Informationen, sondern zum gesamten Zeitraum bis zur Gegenwart auch umfangreiche Bibliographien aufgeführt sind.

## Veröffentlichungen

### Tonträger
- W. A. Mozart: Vesperae Solennes De Dominica, Missa Brevis in D Major, Tantum ergo sacramentum. Marianna Busching, Michael Crabill, St. Thomas More Cathedral Choir, Carolyn Dill Smith, Lutz Felbick (Orgel), Gene Tucker, Peter Fay, Haig Mardirosian, St. Thomas More Cathedral Orchestra. 1990 (CD CRC 2074) (online).
- Lutz Felbick an der Orgel des Kulturhauses in Kiew (1990). Werke von J. S. Bach, F. Mendelssohn-Bartholdy, M. Reger u. a. (LP Мелодия C 1030351009).
- Lutz Felbick an der Klais-Orgel der Dreifaltigkeitskirche Aachen (1990). Germaine Labole: Symphonie en Si-Mineur, Jehan Alain: Trois Dances (LP Mitra 16221).[21]
- JATO: Von Hisdorisch nach Gesus. Juni 1992. Dreifaltigkeitskirche Aachen. Lutz Felbick (Orgel), Jörg Drewing (Posaune, Didgeridoo), Regina Pastuszyk (Klarinette, Flöte, Taragot), Michael Küttner (Trommel, Perkussion) (CD Drops 018).
- JATO: Windladen (2011) mit Lutz Felbick (Orgel), Heribert Leuchter (Saxophone) (CD LUXMM13).[22]
- JATO: Konzertmitschnitt in St. Josef Köln-Porz am 29. September 2013. Lutz Felbick (Orgel), Heribert Leuchter (Saxophone) (CD Lupophon LUC 1002).
- Neujahrskonzert Notre Dame Paris 1989, inkl. 3 Bonustracks, Lutz Felbick, Orgel (LC 01052 ©NRGY).
- Ich ruf zu dir, Herr Jesu Christ, BWV 639, Choralbearbeitung von Johann Sebastian Bach (Musikbeitrag zum Film Heilige Spiele von Rüdiger Sünner) (Infos).
- Orgelmusik aus Kiew. Lutz Felbick an der großen Rieger-Kloss-Orgel der St. Nikolaus-Kathedrale Kiew (Organhall), LP-Aufnahme von 1990, digitalisiert 2023 (LC 01052 ©NRGY).
- Ja-to Bach Lutz Felbick (Orgel), Heribert Leuchter (Sopransaxophon) (CD LUXMM27 Infos, Klangbeispiele online)

### Schriften (Auswahl)

#### Buchveröffentlichungen
- Lorenz Christoph Mizler de Kolof – Schüler Bachs und pythagoreischer „Apostel der Wolffischen Philosophie“ (= Schriftenreihe der Hochschule für Musik und Theater „Felix Mendelssohn Bartholdy“ Leipzig). Olms, Hildesheim 2012, ISBN 978-3-487-14675-1, urn:nbn:de:bsz:14-qucosa2-744250.
- als Hrsg.: Tonarten einer Stadt – eine Zeitreise durch die Aachener Musikgeschichte (= Schriftenreihe Sammlung Crous. Band 11), Aachen 2018, ISBN 978-3-9817499-4-6 (Autoren: H. Barhainski, A. Beaujean (†), L. Felbick, N. Jers, H. Leuchter und T. Mengler).
- Bibliographie Gehörbildung / Hörerziehung mit Einführung und vierfachem Index [Bibliography of Aurals Skills and Music Perception]. Edition Tonart, Aachen 2021, ISBN 978-94-036-1929-3.
- Das Wunder des Hörens: Reflexionen zu einem musikalischen, wissenschaftlichen und spirituellen Thema. LIT Verlag, Münster 2024, ISBN 978-3-643-15338-8. Auszüge bei Google Books
- Peter Raabe, Werkgetreues Dirigieren, kritische Edition eines von einer schillernden Persönlichkeit in der NS-Zeit verfassten Manuskripts. Herausgeber Lutz Felbick, 2025 (i. V.)

#### Sonstige Publikationen
- Geschichte des evangelischen Gottesdienstes im Bergischen Land (Reformations- bis Franzosenzeit von 1518–1803). Düsseldorf 1982 (academia.edu).
- Geschichte der evangelischen Kirchenmusik in Aachen von 1898 bis 1943. In: Musik und Kirche, 5/1987, Bärenreiter-Verlag, Kassel, S. 241ff.
- The Soviet-American Organ-Festival in Aachen, West-Germany. In: The American Organist. 3/1989, S. 70ff.
- Sowjetische Orgelmusik. Eine Bibliographie von 178 Komponisten, die auf dem Gebiet der ehemaligen Sowjetunion geboren sind. In: H.-H. Eggebrecht (Hrsg.): Veröffentlichungen der Walcker-Stiftung – Musikwissenschaftliche Verlagsgesellschaft. Bd. 15. Kleinblittersdorf 1991, S. 95–149.
- Daten der Aachener Musikgeschichte, Chronologie und Bibliographie. Veröffentlichung der Öffentlichen Bibliothek der Stadt Aachen, Aachen 1993.
- Aachen. In: Ludwig Finscher (Hrsg.): Die Musik in Geschichte und Gegenwart. Zweite Ausgabe, Sachteil, Band 1 (Aachen – Bogen). Bärenreiter/Metzler, Kassel u. a. 1994, ISBN 3-7618-1102-0 (Online-Ausgabe, für Vollzugriff Abonnement erforderlich).
- Kategorien des musikalischen Hörens – H. Riemanns Hörtheorie und die französische Musiktradition. Referat für die Fachtagung Hörerziehung in der Staatlichen Hochschule für Musik und darstellende Kunst Stuttgart am 31.01.98 (online).
- Orgelmusik in den Staaten GUS/Baltikum. In: Rudolf Faber, Philip Hartmann (Hrsg.): Handbuch Orgelmusik. Bärenreiter, Kassel 2002, S. 239–244, 508–516.
- Auf der Grenze ist der beste Ort der Erkenntnis – Gedanken zur Gegenwartsmusik in Aachen. In: Rheinisches Musikfest 2002. Hrsg. Westdeutscher Rundfunk, Köln.
- Kognitive Musikpsychologie – neue Perspektiven für die Tristan-Analyse. In: Zeitschrift Musiktheorie. Band 18, 2003, S. 373–374.
- Zwölf Thesen zur Gehörbildung/Hörerziehung. In: Claus Reichardt (Hrsg.): Consequenzen – Semesterjournal Robert Schumann Hochschule Düsseldorf. Jg. 2, Ausgabe 4, 2003, S. 20–21 (online).
- Über die Klarheit des Wassers an der Quelle – Ein kleiner Ausflug zu den improvisatorischen Wurzeln unserer Musikkultur. In: Üben & Musizieren. 2/2005, S. 54ff. (online).
- Vom Einfluss der Improvisation auf das mitteleuropäische Musikleben des 19. Jahrhunderts. In: Musiktheorie. 20.2 (2005), S. 166–182.
- Gehörbildung und Musikpsychologie. In: Markus Jans, Angelika Moths, John Mackeown, Balz Trümpy (Hrsg.): Musiktheorie an ihren Grenzen: Neue und alte Musik. Bern 2009, S. 441–455.
- Bachs Philosoph. In: Süddeutsche Zeitung, 26. Juli 2011 (online).
- Der Universalgelehrte Lorenz Christoph Mitzler (1711–1778). In: Kwartalnik Historii Nauki i Techniki 2012 (57.3–4), S. 39–70.
- J. S. Bach and Lorenz Mizler. In: Bachnotes (The Newsletter of the American Bach Society), Frühjahr 2013, Nr. 18, S. 6–7 (online).
- Das methodisch-didaktische Konzept des argentinischen Lehrbuchs „Analisis Auditivo de la Musica“ im Vergleich zu europäischen Höranalyse-Werken. In: Ralf Kubicek (Hrsg.): Musiktheorie und Vermittlung (= Paraphrasen – Weimarer Beiträge zur Musiktheorie, Schriftenreihe der Hochschule für Musik Franz Liszt Weimar, Bd. 2). Olms, Hildesheim 2014, S. 201–217 (online).
- Rezension der Gehörbildungs-Software EarMaster 6, Egaa 2012. In: Zeitschrift der Gesellschaft für Musiktheorie (ZGMTH), 11/2 (2014) (online).
- Das „hohe Kulturgut deutscher Musik“ und das „Entartete“ – über die Problematik des Kulturorchester-Begriffs. In: Zeitschrift für Kulturmanagement, 2/2015, S. 85–115 (online).
- Leonhard Euler: Tentamen novae theoriae musicae, St. Petersburg 1739. In: Hartmut Grimm, Melanie Wald-Fuhrmann, Ullrich Scheideler, Felix Wörner (Hrsg.): Lexikon Schriften über Musik, Bd. 1 Musiktheorie von der Antike bis zur Gegenwart. Max-Planck-Institut für empirische Ästhetik, Kassel 2017, S. 131–133 (weitere Infos, online).
- Rezension: Markus Schwenkreis (Hg.), Compendium Improvisation – Fantasieren nach historischen Quellen des 17. und 18. Jahrhunderts. In: Zeitschrift der Gesellschaft für Musiktheorie. Band 16, Nr. 1, 2019, S. 125–135 (online).
- Der Compositor extemporaneus Beethoven als „Enkelschüler“ J. S. Bachs. In: Michael Lehner, Nathalie Meidhof, Leonardo Miucci (Hrsg.): Das flüchtige Werk. Pianistische Improvisation der Beethoven-Zeit (= Musikforschung der Hochschule der Künste Bern, 12). Schliengen 2019, S. 34–56 (online, weitere Infos; Rezension von Philip Feldhordt in Die Musikforschung, 75. Jg., H. 4, 2022, S. 437–440).
- Aachen und die karolingische Musiktradition. In: Mitteilungen der Arbeitsgemeinschaft für rheinische Musikgeschichte e. V. Band 97, 2019, S. 4–23.
- „…wer die Astronomie und Musik zugleich verstehet, wird nicht darüber lachen …“ – Zur Rezeption der pythagoreisch-platonischen Philosophie im Umfeld Johann Sebastian Bachs. In: Werner Heinz (Hrsg.): Symbolon – Jahrbuch der Gesellschaft für wissenschaftliche Symbolforschung e. V., Neue Folge Band 21, Himmelsreisen und Höllenfahrten. Klang und Kosmos. Zeit und Zeitlosigkeit. Verlag Peter Lang, Berlin 2020, S. 271–287.
- Rezension: Friedrich Jaecker, Kontrapunkt – Grundlagen und zweistimmiger Satz. Edition Cinquecento, Bergheim 2019. In: Florian Edler, Ariane Jeßulat, Ullrich Scheideler (Hrsg.): Zeitschrift der Gesellschaft für Musiktheorie „Alte Musik“, 17/2 (2020), S. 239–244 (online).
- Schläft ein Lied in allen Dingen – Leiblichkeit, Erleben, existentielle Bedeutung. In: Hermes Kick (Hg.): Leiblichkeit und Seele im Spannungsfeld von Weltbezug und Transzendenz. Mannheim 2021, S. 285–296.
- Die Bedeutung der „mathematischen Lehr-Art“ für den Bach-Schüler Lorenz Christoph Mizler und die Johann Ludwig Krebs-Schülerin Luise Adelgunde Victorie Gottsched. Vortrag beim 88. Bachfest der Neuen Bachgesellschaft 2013 in der Hochschule für Musik Detmold. Edition 2021 (online).
- Interview mit Pauline Oliveros beim Deep-Listening-Workshop in Mürren, Schweiz 4.–11. Juli 1999 (deutsche gekürzte Version; online, 2021).
- Beiträge zur Geschichte der Gesellschaft für Zeitgenössische Musik Aachen e. V. (GZM) und der Freien Musikschule music loft (online).
- Rezension: Marcus Aydintan, Laura Krämer, Tanja Spatz (Hg.), Solmisation, Improvisation, Generalbass. Historische Lehrmethoden für das heutige Musiklernen. Olms, Hildesheim 2021. In: Zeitschrift der Gesellschaft für Musiktheorie 19/1 (online).
- The Real Book – Aachen Edition Vol. 1. Ko-Autorenschaft. Stefan Michalke und Heribert Leuchter (Hg.), Aachen 2022, S. 72, 159.
- Neues in der Musik und auf Aachener Bühnen. In: Zwischen den Zeiten – Besatzung und Aufbruch in Aachen 1919–1932 (= Schriftenreihe der Sammlung  Crous). Aachen 2022, S. 222–231.
- Lorenz Christoph Mizler: Musikalischer Staarstecher // Musikalische Bibliothek. In: F. Wörner, M. Wald-Fuhrmann (Vol.-Eds.); H. Grimm, M. Wald-Fuhrmann, F. Wörner (Series-Eds.): Lexikon Schriften über Musik: Band 2, Musikästhetik in Europa und Nordamerika / Music aesthetics in Europe and North America. Bärenreiter, Kassel / Metzler, Stuttgart 2023, ISBN 978-3-476-02540-1, S. 599–604 (Info).
- Aachener Musikgeschichte 1815–1918. In: Frank Pohle, Thomas Müller, René Rohrkamp (Hrsg.): Aachener Stadtgeschichte, Bd. 6 (1815 bis 1918). Aachen 2022 (i. V.) (info).
- Improvisation im Kontext oraler europäischer und außereuropäischer Kulturen [Improvisation in the context of oral European and non-European cultures]. In: Stefan Rohringer (Hrsg.): ›Was fehlt?‹ – Desiderate und Defizite musiktheoretischer Forschung und Lehre. 4. Jahreskongress der Deutschen Gesellschaft für Musiktheorie Köln 2004 (GMTH Proceedings 2004). S. 171–191,  doi:10.31751/p.253 (online).